# Grue du Japon
Grus japonensis
Espèce
Statut de conservation UICN

 VU C1 : Vulnérable
Statut CITES
La grue du Japon (Grus japonensis ), grue de Mandchourie ou encore grue à couronne rouge est un grand échassier de la famille des gruidae. C'est un des plus grands oiseaux du monde.
Elle est appelée grue au sommet vermillon en Chine (丹顶鹤 / 丹頂鶴, dāndǐnghè) en raison de sa tache rouge vermillon sur la tête. Elle est également surnommée grue des immortels (chinois simplifié : 仙鹤 ; pinyin : xiānhè), en référence à ses relations avec les immortels, divinités du Taoïsme, car elle porte souvent les immortels sur son dos dans la mythologie taoïste.
Au Japon, elle est nommée tanchō (丹頂) (« sommet vermillon »), d'origine chinoise, mais l'usage des katakanas (utilisé généralement pour les mots d'origine étrangère non-chinois) est aujourd'hui obligatoire pour désigner tous les taxons du monde vivant : タンチョウ).

## Population et conservation

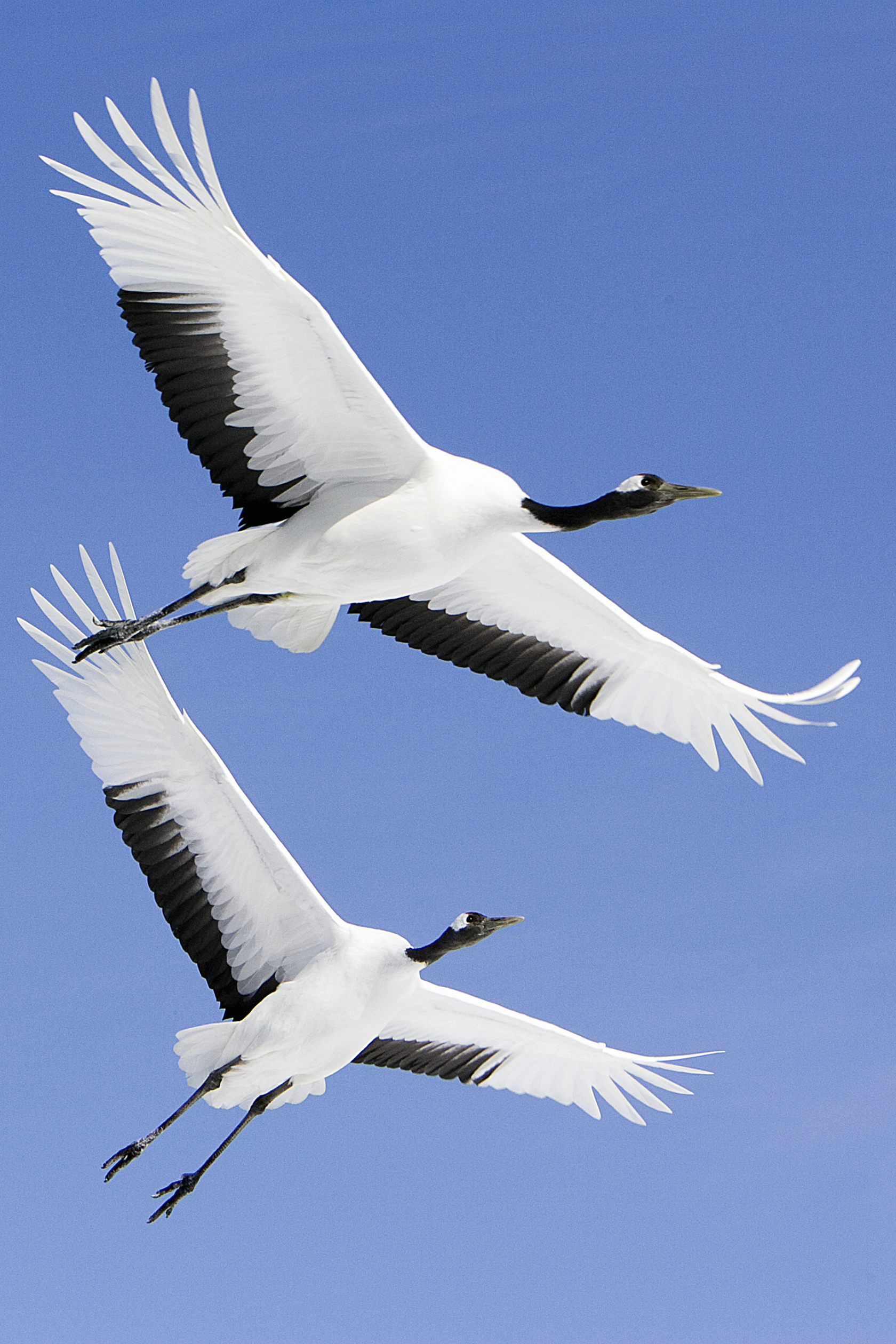
Grues en vol.

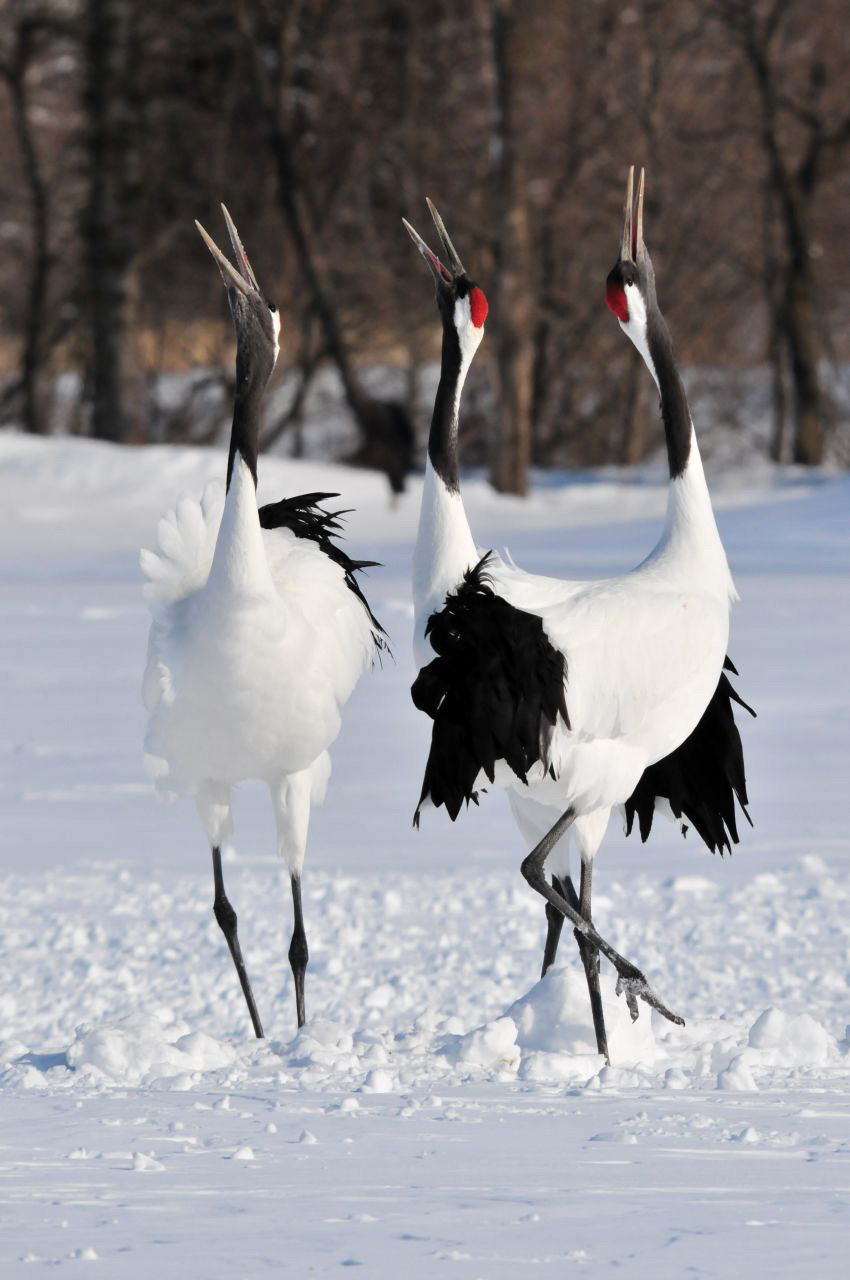
La « danse » des grues.

Il s'agit d'une espèce menacée qui comptait en 1999 environ 600 individus, soit 20 fois moins qu'en 1953.

### Répartition géographique
L'aire de nidification se situe dans le sud-est de la Russie (en Sibérie orientale), en Mongolie et à l’extrême nord-est de la Chine. Oiseau migrateur, la grue du Japon hiverne en Chine, en Corée (du Nord comme du Sud) et au Japon.
Son principal lieu de reproduction se trouve dans les plaines bordant le lac Khanka, situé à la frontière entre la Russie, dans le kraï du Primorie et la Chine, dans la province du Heilongjiang.

### En Chine
Une population de ces grues vit à l'état sauvage à Panjin, dans la région humide de la Plage rouge (Hong Haitan), dans la province du Liaoning, au nord-est de la République populaire de Chine ou encore sur le lac Hulun dans la région autonome de Mongolie-Intérieure.
On peut également voir des spécimens au zoo ornithologique de l'île Gulangyu, à Xiamen, au sud de la province du Fujian.

## La grue et l'homme dans la culture extrême-orientale
Le bai he quan ou « boxe de la grue blanche » est un art martial chinois traditionnel. Les techniques de cet art martial sont inspirées des mouvements de la grue : des attaques en pique des doigts imitant les coups de bec, des postures sur une seule jambe, des techniques des bras rappelant les battements d'aile.
La grue blanche symbolise le calme (yin), la pureté et la loyauté.